# Jaigaon, Bhalki
Jaigaon là một làng thuộc tehsil Bhalki, huyện Bidar, bang Karnataka, Ấn Độ.